# Đảo Obstruction (Washington)

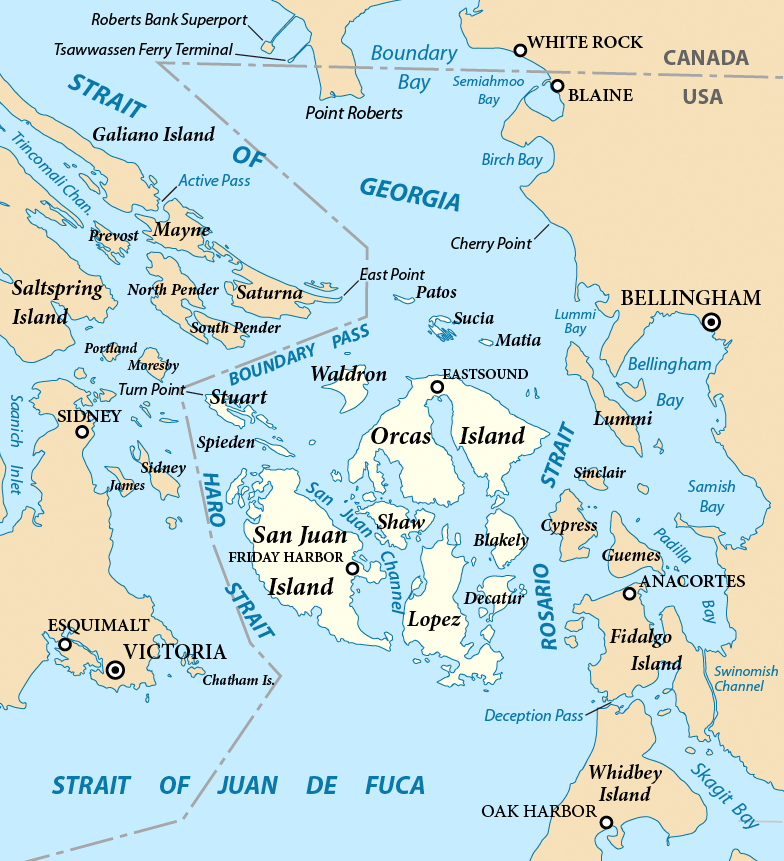
Đảo Obstruction ở giữa đảo Orcas và đảo Blakely

Đảo Obstruction là một hòn đảo thuộc quần đảo San Juan, quận San Juan, tiểu bang Washington, Hoa Kỳ. Đảo tọa lạc ở mũi Đông Nam của đảo Orcas, giữa nó là đảo Blakely. Tổng diện tích của đảo đạt 0,882 km2, theo cuộc điều tra dân số năm 2000, toàn đảo chỉ có 14 người định cư.